# Élections régionales de 1990 en Saxe-Anhalt
Les élections régionales de 1994 en Saxe-Anhalt (en allemand : Landtagswahl in Sachsen-Anhalt 1990) se tiennent le 14 octobre 1990, afin d'élire les 98 députés de la 1re législature du Landtag, pour un mandat de quatre ans. En vertu de la loi électorale, 106 députés sont élus.
Le scrutin est marqué par la victoire de la CDU, qui remporte une nette majorité relative. Gerd Gies devient le nouveau ministre-président.

## Mode de scrutin
Le Landtag est constitué de 99 députés (en allemand : Mitglied des Landtags, MdL), élus pour une législature de quatre ans au suffrage universel direct et suivant le scrutin proportionnel de Hare.
Chaque électeur dispose de deux voix : la première (en allemand : Personenstimme) lui permet de voter pour un candidat de sa circonscription selon les modalités du scrutin uninominal majoritaire à un tour, le Land comptant un total de 49 circonscriptions ; la seconde voix (en allemand : Parteienstimme) lui permet de voter en faveur d'une liste de 99 candidats présentée par un parti au niveau du Land.
Lors du dépouillement, l'intégralité des 99 sièges est répartie proportionnellement aux secondes voix, entre les partis ayant remporté 5 % des voix au niveau du Land. Si un parti a remporté des mandats de circonscription, les sièges qui lui ont été précédemment attribués sont d'abord pourvus par ceux-ci.
Dans le cas où un parti obtient moins de mandat de circonscription que la proportionnelle ne lui en attribue, sa représentation est complétée par les candidats issus de la liste présentée au niveau du Land ; s'il en obtient plus, la taille du Landtag est augmentée jusqu'à rétablir la proportionnalité.

## Campagne

### Principaux partis
| Parti | Parti                                                                              | Chef de file       |
| ----- | ---------------------------------------------------------------------------------- | ------------------ |
|       | Union chrétienne-démocrate d'Allemagne Christlich Demokratische Union Deutschlands | Gerd Gies          |
|       | Parti libéral-démocrate Freie Demokratische Partei                                 | Hans-Herbert Haase |
|       | Liste verte - Nouveau Forum Grüne Liste/Neues Forum                                | Heidrun Heidecke   |
|       | Parti du socialisme démocratique Partei des Demokratischen Sozialismus             | Roland Claus       |
|       | Parti social-démocrate d'Allemagne Sozialdemokratische Partei Deutschlands         | Reinhard Höppner   |

## Résultats

### Voix et sièges
|                                   | Union chrétienne-démocrate d'Allemagne (CDU)    | Union chrétienne-démocrate d'Allemagne (CDU)    | 573 631   | 40,83 | 48        | 550 815   | 39,00 | 0  | 48  |  |  |  |  |  |
|                                   | Parti social-démocrate d'Allemagne (SPD)        | Parti social-démocrate d'Allemagne (SPD)        | 345 196   | 24,57 | 1         | 367 254   | 26,00 | 26 | 27  |  |  |  |  |  |
|                                   | Parti libéral-démocrate (FDP)                   | Parti libéral-démocrate (FDP)                   | 174 056   | 12,39 | 0         | 190 800   | 13,51 | 14 | 14  |  |  |  |  |  |
|                                   | Parti du socialisme démocratique (PDS)          | Parti du socialisme démocratique (PDS)          | 168 667   | 12,01 | 0         | 169 319   | 11,99 | 12 | 12  |  |  |  |  |  |
|                                   | Liste verte - Nouveau Forum (GRÜ-NF)            | Liste verte - Nouveau Forum (GRÜ-NF)            | 84 123    | 5,99  | 0         | 74 696    | 5,29  | 5  | 5   |  |  |  |  |  |
|                                   | Union sociale allemande (DSU)                   | Union sociale allemande (DSU)                   | 27 551    | 1,96  | 0         | 24 144    | 1,71  | 0  | 0   |  |  |  |  |  |
|                                   | Ligue démocratique des femmes d'Allemagne (DFD) | Ligue démocratique des femmes d'Allemagne (DFD) | 20 705    | 1,47  | 0         | 15 628    | 1,11  | 0  | 0   |  |  |  |  |  |
|                                   | Les Républicains (REP)                          | Les Républicains (REP)                          |           |       |           | 8 992     | 0,64  | 0  | 0   |  |  |  |  |  |
|                                   | Autres                                          | Autres                                          | 11 022    | 0,78  | 0         | 10 864    | 0,77  | 0  | 0   |  |  |  |  |  |
|                                   |                                                 |                                                 |           |       |           |           |       |    |     |  |  |  |  |  |
| Votes valides                     | Votes valides                                   | Votes valides                                   | 1 404 951 | 96,52 |           | 1 412 512 | 97,04 |    |     |  |  |  |  |  |
| Votes blancs et nuls              | Votes blancs et nuls                            | Votes blancs et nuls                            | 50 683    | 3,48  | 43 122    | 2,96      |       |    |     |  |  |  |  |  |
| Total                             | Total                                           | Total                                           | 1 455 634 | 100   | 49        | 1 455 634 | 100   | 57 | 106 |  |  |  |  |  |
| Abstentions                       | Abstentions                                     | Abstentions                                     | 779 360   | 34,87 |           | 779 360   | 34,87 |    |     |  |  |  |  |  |
| Nombre d'inscrits / participation | Nombre d'inscrits / participation               | Nombre d'inscrits / participation               | 2 234 994 | 65,13 | 2 234 994 | 65,13     |       |    |     |  |  |  |  |  |